# José Antonio González Fernández
José Antonio González Fernández (Ciudad de México, 8 de marzo de 1952) es un político mexicano, miembro del Partido Revolucionario Institucional, que durante el gobierno de Ernesto Zedillo ocupó destacadas posiciones en el gobierno de México, entre ellas la de secretario del Trabajo, de Salud y la presidencia nacional del PRI. Es abogado por la Escuela Libre de Derecho y ha sido, además de servidor público, académico, legislador y litigante.

## Trayectoria
González Fernández desde un inicio fue identificado como uno de los personajes más cercanos al presidente Zedillo -gracias a su amistad con el secretario particular del mandatario, Liébano Sáenz-, lo cual le permitió figurar en diversos cargos públicos, aunque su carrera política comienza a prosperar en el Gobierno Federal años atrás dentro de la Secretaría de Salud, primero como Oficial Mayor y luego como Subsecretario de Regulación Sanitaria, y al lado del exprocurador Sergio García Ramírez, fungiendo como agregado en Washington de la PGR y, tiempo después, como diputado federal priista y secretario de la otrora Gran Comisión de la Cámara Baja, así como colaborador del entonces líder nacional del PRI, Fernando Ortiz Arana. 
Entre noviembre de 1994 y enero de 1995 fue representante en la III Asamblea de Representantes del Distrito Federal por el XI Distrito Electoral Local. El 22 de enero de 1995, el presidente Ernesto Zedillo lo designó procurador general de Justicia del Distrito Federal, enfrentando durante su periodo el comienzo de la gran inseguridad en la Ciudad de México, la cual logró estabilizar, verificando además ante la opinión pública un buen desempeño que alcanzó su punto cúlmine con el desentramado del montaje creado por Pablo Chapa Bezanilla, fiscal especial para resolver el homicidio del exgobernador de Guerrero y entonces secretario general del PRI y líder electo de los diputados tricolores, José Francisco Ruiz Massieu, el cual incluía cráneos sembrados, videntes sobornadas y la imputación intelectual del crimen al ex cuñado de Ruíz Massieu y hermano del expresidente Carlos Salinas de Gortari, Raúl Salinas de Gortari. 
Lo anterior favoreció para que en 1997 fuese impulsado por Zedillo como su carta fuerte a Jefe de Gobierno del D.F., que por primera vez sería electo aquel año. Sin embargo, en la convención que designó al candidato del PRI fue derrotado por el exgobernador del estado de México y miembro del poderoso Grupo Atlacomulco, Alfredo del Mazo González, quien recibió el apoyo de sectores del partido opositores a Zedillo y del entonces regente capitalino, Óscar Espinosa Villarreal.
Tras su derrota en la contienda interna del PRI, fue designado director general del Instituto de Seguridad y Servicios Sociales para los Trabajadores del Estado, en 1998 secretario del Trabajo y Previsión Social, y en 1999 fue elegido presidente del Comité Ejecutivo Nacional del Partido Revolucionario Institucional, en una contienda donde su opositor, Rodolfo Echeverría Ruiz, se retiró de la pelea por falta de apoyos, aunque se hizo de una diputación plurinominal para el periodo 2000-2003 como compensación. Su principal tarea al frente del PRI fue organizar por primera vez en la historia del partido unas elecciones primarias para elegir a su candidato a la Presidencia, ganando Francisco Labastida Ochoa.
Al terminar la contienda interna fue designado secretario de Salud, quedando el liderazgo del partido en manos de quien le acompañó en la fórmula de la secretaría general, la exgobernadora de Yucatán Dulce María Sauri Riancho. Desde la conclusión del gobierno de Ernesto Zedillo ha permanecido alejado de la política, avocándose al bufete jurídico en el que trabaja con sus hijos.